# Partisan (våben)
 For alternative betydninger, se Partisan. (Se også artikler, som begynder med Partisan)
En partisan er et kombineret hug- og stik-våben, der adskiller sig fra en hellebard ved i stedet for kroge ved klingens fod at have et par spidser. 
Partisanen blev udvikled i Italien i 1300-tallet (oksetungepartisan).
Siden 1500-tallet har partisaner to symmetrisk udformede 'vinger' og blev brugt som paradevåben og senere som distinktionstegn for infanteriets officerer.
Efter 1600 blev klingen kortere og vingerne mere pompøse (espontonpartisaner).
I Danmark var der på Fyn en våbenfabrik i Brobyværk ved Odense Å, hvor man fremstillede partisaner.